# Variationen und Fuge über ein Originalthema
Variationen und Fuge über ein Originalthema fis-Moll op. 73 ist eine Komposition für Orgel von Max Reger. Das Stück entstand 1903 auf Anregung von Karl Straube. Mit einer Spieldauer zwischen ca. 30 und 45 Minuten gehört es zu den umfangreichsten und anspruchsvollsten
Orgelwerken Regers.

## Entstehung
Die Widmung des Stücks lautet: „Karl Straube zur Erinnerung an den 14. Juni 1903“. Straube hatte in den Jahren zuvor häufig die Choralfantasien Regers aufgeführt, so auch am 14. Juni 1903 in Basel die Fantasie über „Ein feste Burg“ op. 27, und schrieb über die Entstehungsgeschichte von op. 73: „In Basel habe ich dann Max Reger gebeten, mir ein Orgelwerk ohne Bezugnahme auf evangelische Choräle schreiben zu wollen, damit ich in vorwiegend katholisch orientierten Städten ein nicht kirchlich gebundenes Stück für mein Programm hätte, und schlug ihm als Form Variationen und Fuge über ein eigenes Thema vor. Das ist die Entstehungsgeschichte von op. 73 und die Lösung des Rätsels der Widmung.“
Das Stück wurde am 16. September 1903 fertiggestellt und erschien 1904 im Leipziger Verlag Lauterbach & Kuhn im Druck. Die Uraufführung fand am 1. März 1905 durch Walter Fischer in der Neuen evangelischen Garnisonkirche Berlin statt. Karl Straube spielte die zweite Aufführung am 3. März 1905 in der Thomaskirche in Leipzig.

## Stellung im Gesamtwerk
Die fis-Moll-Variationen sind ein komplexes Werk, zu dem mehrere umfangreiche und teilweise sehr unterschiedliche analytische Arbeiten vorliegen. Sie entstanden in einer Schaffensphase, in der Regers Musik in der Münchener Musikszene stark umstritten war. Er kultivierte in den Jahren 1903 und 1904 einen immer komplizierteren Stil ohne Rücksicht auf Verständlichkeit und gab in kurzer Zeit mehrere äußerst komplexe und avancierte Werke in den Druck. Zusammen mit der Violinsonate op. 72 und dem Streichquartett op. 74 bildet op. 73 einen „qualitativen Höhenzug“ im Schaffen des Komponisten.
Die Variationen gelten als gewichtiger Meilenstein in Regers Umgang mit der Variationsform. Sie lösen sich von der figurativen Variationstechnik der Choralfantasien (op. 27, op. 30, op. 40, op. 52). Indem sie den Variationsprozess sehr frei gestalten und an Brahms’ Technik der entwickelnden Variation von motivischem Material anknüpfen, bereiten sie Regers große Variationswerke seiner späteren Jahre vor (Hiller-Variationen op. 100, Mozart-Variationen op. 132 u. a.).

## Gliederung
Das Stück besteht aus drei großen Abschnitten: Introduktion – Thema und Variationen – Fuge. Nach ihrem Umfang bilden sie einen symmetrischen Aufbau: der zentrale Variationsabschnitt nimmt eine deutlich größere Spieldauer in Anspruch als die beiden kürzeren Rahmenteile.
Die Introduktion nimmt mehrere Minuten in Anspruch, wird aber nicht im Titel des Werks genannt. Dadurch kann es für unvorbereitete Hörer schwierig sein, den Beginn des Variationsabschnitts und das eigentliche Variationsthema zu erkennen. Christoph Bossert interpretiert das Verschweigen der Introduktion im Werktitel als „inszenierte Desorientierung“ des Hörers. Die Reger-Gesamtausgabe von Hans Klotz nennt das Stück ohne weiteren Kommentar „Introduktion, Variationen und Fuge über ein Originalthema“; dies entspricht dem tatsächlichen Verlauf des Stücks, aber ist nicht der originale Titel.

### Introduktion
Die Introduktion besteht aus vielen musikalischen Fragmenten, die kein deutliches Thema formulieren und sich zu keiner geschlossenen Form zusammenfügen. Auch die Tonart fis-Moll wird noch nicht stabil und eindeutig dargestellt. Im Gegensatz zu Regers Schüler Hermann Keller, der sie lediglich als „Fantasieeinleitung“ bezeichnet, betonen jüngere Autoren motivische und harmonische Zusammenhänge zwischen dem noch ungeordnet präsentierten Material der Introduktion und dem folgenden Variationsteil.
Die Introduktion ist symmetrisch aufgebaut und besteht aus drei Abschnitten, deren mittlerer seinerseits von einem kurzen Einschub unterbrochen wird. Dadurch ergibt sich insgesamt ein fünfteiliger Aufbau A – B-C-B – A, zu erkennen an den Tempovorschriften Adagio – Molto più mosso – Adagio (con moto) – Quasi vivacissimo – Adagio (con moto).

### Thema und Variationen
Mit dem Thema erscheint zum ersten Mal eine in sich geschlossene musikalische Gestalt in klarer Tonart. Darauf folgen dreizehn weitere Abschnitte. Diese sind nur zum kleineren Teil herkömmliche Variationen, in denen sich das Thema in seiner ursprünglichen und vollständigen Form als Vorlage wiedererkennen lässt. Viele Variationen verwenden das Thema nicht mehr im Ganzen, sondern greifen einzelne motivische Elemente heraus und gruppieren sie neu. Auch Motive aus der Introduktion werden einbezogen. Einzelne Variationen entfernen sich so weit vom Thema, dass sie in der Literatur als kontrastierende, nicht-thematische Episoden beschrieben werden. Gerd Zacher bezeichnet in diesem Sinn die 9. und 11. Variation als „Kontraste“. Martin Weyer nennt die Abschnitte ohne manifeste Themenelemente „Intermezzi“ und rechnet zusätzlich zu den beiden genannten noch die 7. Variation dazu. Zugleich verdeutlicht er die Problematik, Nähe oder Entfernung zum Thema zu beurteilen, in der Bemerkung, dass man zwischen diesem und der 7. Variation „noch immer einige motivische Gemeinsamkeiten an den Haaren herbeiziehen kann“. Reger selbst schrieb dazu:

„Nach meinem Begriff besteht die Variation nicht in Veränderung des musikalischen Gewandes, sondern ist auch möglich als Veränderung der Stimmung selbst, d. h. es ist selbstredend, dass dann das musikalische Material eben auch ein neues wird.“

Von ursprünglich vierzehn Variationen wurde eine von Reger noch vor der Drucklegung im Autograph durchgestrichen. Sie war dementsprechend in der Erstausgabe nicht mit abgedruckt. Trotz der eindeutigen Willensbekundung durch den Komponisten ist sie in der Gesamtausgabe von Hans Klotz enthalten, aus dieser sind die Taktzahlen der folgenden Übersicht entnommen.
| Variation              | Takt    | Tonart            | Tempo                               |
| ---------------------- | ------- | ----------------- | ----------------------------------- |
| Thema                  | 1–15    | fis-Moll          | Andante                             |
| 1.                     | 16–30   | fis-Moll          | a tempo (quasi un poco più mosso)   |
| 2.                     | 31–45   | fis-Moll          | a tempo (quasi Allegretto con moto) |
| 3.                     | 46–60   | d-Moll            | quasi prestissimo                   |
| 4.                     | 61–86   | fis-Moll          | quasi tempo primo ma con moto       |
| 5.                     | 87–101  | fis-Moll          | quasi prestissimo                   |
| (von Reger gestrichen) | 102-116 | fis-Moll          | (-)                                 |
| 6.                     | 117–131 | a-Moll            | sostenuto                           |
| 7.                     | 132–146 | d-Moll            | Vivacissimo                         |
| 8.                     | 147–155 | d-Moll / fis-Moll | Vivacissimo                         |
| 9.                     | 156–163 | d-Moll            | Grave / Quasi prestissimo           |
| 10.                    | 164–177 | f-Moll / fis-Moll | Andante                             |
| 11.                    | 178–191 | G-Dur             | Andantino                           |
| 12.                    | 192–206 | fis-Moll          | Vivacissimo                         |
| 13.                    | 207–225 | fis-Moll          | Andante con moto                    |

1. ↑  Alle Taktzahlen sind mit vorhergehendem Auftakt zu verstehen.
2. ↑  Im Notentext bleibt es bei der Vorzeichnung mit einem b für d-Moll, angegeben sind die tatsächlich klingenden Tonarten.

### Fuge
Im Vergleich mit der vieldeutigen Form und den vielfach wechselnden Ausdruckscharakteren der beiden ersten Abschnitte ist die Fuge klar, verständlich und in ihrem Ausdrucksgehalt einheitlich. Für das Gesamtwerk bildet sie einen ausgleichenden und stabilisierenden Abschluss. Ihr Thema ist motivisch mit dem Variationsthema verwandt. Die Themeneinsätze befinden sich fast ausschließlich auf Hauptstufen der Tonart fis-Moll und bekräftigen diese nach den harmonisch schweifenden Variationen.

## Notenausgaben
- Max Reger: Variationen und Fuge über ein Originalthema für Orgel. Lauterbach & Kuhn, Leipzig 1904 (Erstausgabe).
- Max Reger: Introduktion, Variationen und Fuge über ein Originalthema op. 73. In: Hans Klotz (Hrsg.): Max Reger, Fantasien und Fugen; Introduktion, Variationen und Fuge op. 73; Introduktion, Passacaglia und Fuge op. 127 (= Sämtliche Orgelwerke, Band 1). Breitkopf & Härtel, Wiesbaden o. J., S. 111–155.
- Max Reger: Variationen und Fuge über ein Originalthema fis-Moll op. 73. In: Susanne Popp und Thomas Seedorf (Hrsg.): Max Reger, Phantasien und Fugen, Variationen, Sonaten, Suiten II (= Werkausgabe: Wissenschaftlich-kritische Hybrid-Edition von Werken und Quellen, Abteilung I Orgelwerke, Band 3). Carus, Stuttgart 2012, ISBN 978-3-89948-170-9, S. 34–75.

## Einspielungen für und CDs auf YouTube
Hier sind – möglichst vollständig – Interpretationen dieses Werks auf YouTube gelistet, unterschieden zwischen Livemitschnitten und Produktionen. Die Tabellen sind sortierbar, die Vorsortierung ist das Einspielungsjahr abwärts.
Livemitschnitte
| Interpret         | Land | Ort              | Kirche                                                   | Orgel           | Baujahr         | Größe                | Einsp.- jahr | Spiel- dauer | YouTube-Link |
| ----------------- | ---- | ---------------- | -------------------------------------------------------- | --------------- | --------------- | -------------------- | ------------ | ------------ | ------------ |
| Albèrt Driessen   | NL   | Haarlem          | St.-Bavo-Kathedrale                                      | Adema           | 1923            | 80, IV/P             | 2025         | 34:30        | →            |
| Christoph Preiß   | D    | Giengen          | Stadtkirche                                              | Link            | 1906            | 51, III/P            | 2023         | 32:20        | →            |
| Helge Pfläging    | D    | Lychen           | St. Johannes                                             | Grüneberg       | 1907            | 24, II/P             | 2023         | 42:30        | →            |
| Daniil Protsyuk   | RU   | Kaliningrad      | Dom                                                      | A. Schuke       | 2007            | 90, IV/P             | 2023         | 29:43        | →            |
| Amelie Held       | D    | Stuttgart        | Hochschule für Musik und Darstellende Kunst, Konzertsaal | Rieger          | 1996            | 79, IV/P             | 2020         | 34:35        | →            |
| Grace Eunhye Oh   | D    | Düsseldorf       | St. Albertus Magnus                                      | Rieger          | 2019            | 57, III/P            | 2020         | 35:25        | →            |
| Jan Doležel       | D    | Kevelaer         | Marienbasilika                                           | E. Seifert      | 1907            | 133, IV/P            | 2019         | 36:02        | →            |
| Martin Sturm      | D    | Kevelaer         | Marienbasilika                                           | E. Seifert      | 1907            | 133, IV/P            | 2019         | 32:55        | →            |
| Wolfgang Kleber   | GB   | Lincoln          | Kathedrale                                               | Father Willis   | 1893–1898       | 64, IV/P             | 2018         | 35:38        | →            |
| Gereon Krahforst  | D    | Hildesheim       | Dom                                                      | Seifert         | 2014            | 93, IV/P             | 2018         | 36:10        | →            |
| Christoph Bossert | D    | Würzburg         | Hochschule für Musik, Konzertsaal                        | Klais           | 2016            | 83, III/P (Bauph. 1) | 2016         | 37:00        | →            |
| Helmut Schröder   | D    | Hagen            | St. Meinolf                                              | West            | 1995            | 35, III/P            | 2016         | 29:00        | →            |
| Jonathan Holmes   | GB   | Ewell            | St Mary's                                                | Father Willis   | 1889            | 39, III/P            | 2015         | 29:00        | →            |
| Martin Stacey     | GB   | London-Islington | St John the Evangelist                                   | Walker          | 1963            | 46, III/P            | 2015         | 38:00        | →            |
| Ulf Norberg       | SE   | Stockholm        | Hedwig-Eleonora-Kirche                                   | Åkerman         | 1868/1908       | 69, III/P            | 2014         | 36:33        | →            |
| Espen Melbø       | D    | Leipzig          | Hochschule für Musik und Theater, Großer Saal            | Eule            | 2002            | 60, III/P            | 2009         | 35:39        | →            |
| Andreas Mattes    | D    | Berlin           | Dom                                                      | Sauer           | 1905            | 113, IV/P            | 2006         | 42:37        | →            |
| Willem Tanke      | NL   | Haarlem          | St.-Bavo-Kathedrale                                      | Adema           | 1923            | 80, IV/P             | 2006         | 43:45        | →            |
| Morten Ladehoff   | DK   | Aarhus           | Dom                                                      | Frobenius       | 1929/1958/ 1983 | 89, IV/P             | 2004         | 33:42        | →            |
| Joachim Enders    | D    | Darmstadt        | Stadtkirche                                              | Bosch           | 1961            | 49, II/P             | 2001         | 29:15        | →            |
| Samuel Kummer     | D    | Stuttgart        | Hochschule für Musik und Darstellende Kunst, Konzertsaal | Rieger          | 1996            | 79, IV/P             | 1997         | 31:14        | →            |
| Hartmut Haupt     | D    | Jena             | Volkshaus, Ernst-Abbe-Saal                               | Sauer           | 1987            | 61, III/P            | 1993         | 32:27        | →            |
| Andreas Arand     | D    | Bonn             | St. Maria Magdalena                                      | Klais           | 1979            | 44, III/P            | 1993         | 34:14        | →            |
| Heiner Kühner     | CH   | Basel            | Pauluskirche                                             | Zimmermann/Kuhn | 1901/1987       | 53, III/P            | 1987         | 26:48        | →            |
| Fernando Germani  | IT   | Parma            | San Giovanni Evangelista                                 | Tamburini       |                 |                      | 1979         | 33:00        | →            |
| Kurt Wiklander    | SE   | Göteborg         | Christinae kyrka                                         | Marcussen       | 1864/1927       | 51, III/P            | 1978         | 31:26        | →            |
| Fernando Germani  | IT   | Neapel           | Conservatorio di Musica San Pietro a Majella             |                 |                 |                      | 1967         | 28:17        | →            |

Produktionen
| Interpret            | Land | Ort                 | Kirche                                  | Orgel                 | Baujahr             | Größe     | Einsp.- jahr | Spiel- dauer | YouTube-Link |
| -------------------- | ---- | ------------------- | --------------------------------------- | --------------------- | ------------------- | --------- | ------------ | ------------ | ------------ |
| Elias Praxmarer      | D    | Ulm                 | Pauluskirche                            | Link                  | 1910/2014           | 62, IV/P  | 2022         | 40:00        | →            |
| Irénée Peyrot        | D    | Halle (Saale)       | Marktkirche                             | A. Schuke             | 1984                | 56, III/P | 2020         | 32:30        | →            |
| Hans van Haeften     | NL   | Eindhoven           | Sint-Catharinakerk                      | Verschueren           | 1936 ff.            | 76, IV/P  | 2020         | 34:15        | →            |
| Gerhard Weinberger   | D    | Mannheim            | Christuskirche                          | Steinmeyer            | 1911                | 96, IV/P  | 2019         | 39:00        | →            |
| Martin Schmeding     | D    | Leipzig             | Thomaskirche                            | Sauer                 | 1889                | 88, III/P | 2016         | 33:31        | →            |
| Lukas Stollhof       | D    | Oberwesel           | Liebfrauenkirche                        | Eberhardt/Klais       | 1745/1977–1980      | 55, III/P | 2016         | 36:10        | →            |
| Graham Barber        | D    | Chemnitz            | Lutherkirche                            | Sauer                 | 1908                | 50, III/P | 2016         | 37:11        | →            |
| Christian Brembeck   | D    | Saarbrücken         | St. Michael                             | Späth                 | 1925                | 53, III/P | 2015         | 31:00        | →            |
| Bernhard Buttmann    | D    | Berlin              | Dom                                     | Sauer                 | 1905                | 113, IV/P | 2015         | 35:50        | →            |
| Jean-Baptiste Dupont | NO   | Trondheim           | Nidarosdom                              | Steinmeyer/Kuhn       | 1930 2012–2014      | 125, V/P  | 2015         | 40:15        | →            |
| Martin Souter        | USA  | Princeton           | University chapel                       | Æolian-Skinner/Mander | 1928 1954–1956 1991 | 117, IV/P | 2013         | 40:05        | →            |
| Martin Lücker        | D    | Frankfurt am Main   | Katharinenkirche                        | Rieger                | 1990                | 54, III/P | 2013         | 35:15        | →            |
| Faythe Freese        | D    | Magdeburg           | Dom                                     | A. Schuke             | 2008                | 92, IV/P  | 2013         | 32:39        | →            |
| Roberto Marini       | D    | Fulda               | Dom                                     | Rieger                | 1996                | 72, IV/P  | 2011         | 32:45        | →            |
| Michael Hartmann     | D    | München             | Bürgersaalkirche                        | Vleugels              | 1994                | 50, III/P | 2010         | 27:35        | →            |
| Isabelle Demers      | GB   | Tonbridge           | Tonbridge School, St Augustine's Chapel | Marcussen             | 1995                | 67, IV/P  | 2010         | 33:43        | →            |
| Willem Tanke         | NL   | Haarlem             | St.-Bavo-Kathedrale                     | Adema                 | 1923                | 80, IV/P  | 2006         | 43:45        | →            |
| Martin Welzel        | D    | Trier               | Dom                                     | Klais                 | 1974                | 67, IV/P  | 2003         | 37:00        | →            |
| Christian K. Larsen  | D    | Annaberg-Buchholz   | St. Annen                               | Walcker/Jehmlich      | 1884/1894           | 65, III/P | 2001         | 39:45        | →            |
| David Goode          | GB   | Birmingham          | Symphony Hall                           | Klais                 | 2001                | 82, IV/P  | 2001         | 35:09        | →            |
| Cor van Wageningen   | D    | Berlin              | Dom                                     | Sauer                 | 1905                | 113, IV/P | 2000         | 38:42        | →            |
| Bernhard Buttmann    | D    | Bochum              | Ruhr-Universität, Audimax               | Klais                 | 1989                | 82, IV/P  | 1998         | 28:20        | →            |
| Bernhard Haas        | AT   | Wien                | Konzerthaus                             | Rieger                | 1913                | 113, IV/P | 1997         | 35:10        | →            |
| Christoph Bossert    | F    | Straßburg           | Palais des Fêtes                        | Dalstein & Haerpfer   | 1909                | 55, III/P | 1994         | 37:05        | →            |
| Martin Sander        | LV   | Riga                | Dom                                     | Walcker               | 1883                | 124, IV/P | 1994         | 35:15        | →            |
| Ernst-Erich Stender  | D    | Lübeck              | St. Marien                              | Kemper                | 1968                | 100, V/P  | 1992         | 29:40        | →            |
| Donald Joyce         | GB   | Norwich             | Kathedrale                              | Hill & Norman & Beard | 1942                | 105, IV/P | 1991         | 37:00        | →            |
| Rosalinde Haas       | D    | Frankfurt-Niederrad | Mutter vom Guten Rat                    | Albiez                | 1983                | 52, III/P | 1988         | 26:50        | →            |
| Lars Hagström        | SE   | Stockholm           | Engelbrektskyrkan                       | Grönlund              | 1964                | 86, V/P   | 1982         | 30:09        | →            |
| Heinz Wunderlich     | D    | Hamburg             | Hauptkirche St. Jacobi                  | Kemper                | 1960/68             | 68, III/P | 1980         | 28:07        | →            |
| Martin Haselböck     | AT   | Wien                | Augustinerkirche                        | Rieger                | 1976                | 47, IV/P  | 1977         | 31:15        | →            |
| Louis Robilliard     | F    | Lyon                | St-François-de-Sales                    | Cavaillé-Coll         | 1880                | 45, III/P | 1975         | 30:33        | →            |
| Fernando Germani     | GB   | London              | Westminster Cathedral                   | Father Willis         | 1922–1932           | 76, IV/P  | 1969         | 29:09        | →            |
| Werner Jacob         | D    | Hamburg             | Hauptkirche St. Nikolai                 | Peter                 | 1966                | 64, IV/P  | 1968         | 28:08        | →            |
| Heinz Lohmann        | D    | Düsseldorf          | Christuskirche                          | K. Schuke             | 1957                | 43, III/P | 1968         | 31:27        | →            |
| Bernhard Schneider   | D    | Braunschweig        | St. Aegidien                            | Klais                 | 1965                | 45, III/P | 1965         | 42:49        | →            |
| Robert Noehren       | DK   | Aarhus              | Dom                                     | Frobenius             | 1929/1958/ 1983     | 89, IV/P  | ~1965        | 28:13        | →            |
| Phillip Steinhaus    | USA  | Boston              | Church of the Advent                    | Æolian-Skinner        | 1936                | 57, III/P | ~1965        | 27:15        | →            |
| Rosalinde Haas       | D    | Berlin              | Kaiser-Wilhelm-Gedächtniskirche         | K. Schuke             | 1962                | 63, IV/P  | 1963         | 25:38        | →            |